# كأس ديفيز 1985
كأس ديفيز 1985  هو الموسم 74 من  كأس ديفيز. فاز فيه منتخب السويد لكأس ديفيز.